# Björbo
Björbo is een plaats in de gemeente Gagnef in het landschap Dalarna en de provincie Dalarnas län in Zweden. De plaats heeft 682 inwoners (2005) en een oppervlakte van 183 hectare.

## Verkeer en vervoer
Bij de plaats lopen de E16 en Riksväg 66.
De plaats heeft een station aan de spoorlijn Repbäcken - Särna.